# Subaru Levorg
Der Subaru Levorg ist ein Automobil der Mittelklasse von Subaru, das seit 2014 hergestellt wird. Das Fahrzeug basiert auf der Plattform des Impreza und des Legacy. Dieses Modell ersetzt den Legacy in Europa. Während der Legacy als Limousine in Europa nicht mehr angeboten wird, aber in Nordamerika, Asien und im Mittleren Osten weiterhin zum Modellprogramm von Subaru gehört, wird der Levorg teilweise in Asien und im Mittleren Osten auch als Subaru Legacy Touring oder als Subaru Impreza Wagon angeboten.
Der Modellname Levorg leitet sich ab von Legacy/Revolution/Touring.

## 1. Generation (2014–2021)
| Sterne im Euro NCAP-Crashtest (2016) | 5 Sterne im Euro-NCAP-Crashtest |

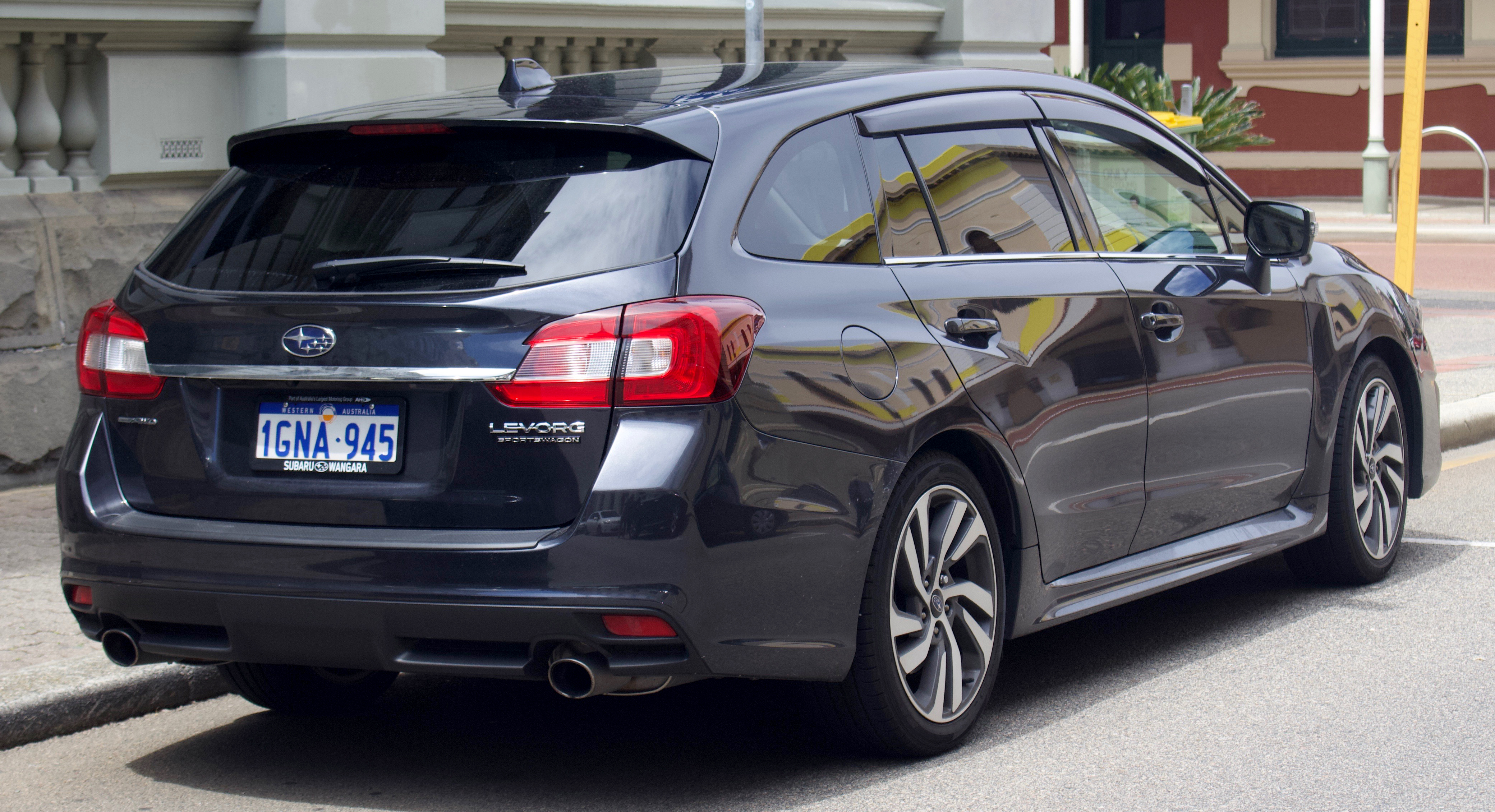
Heckansicht

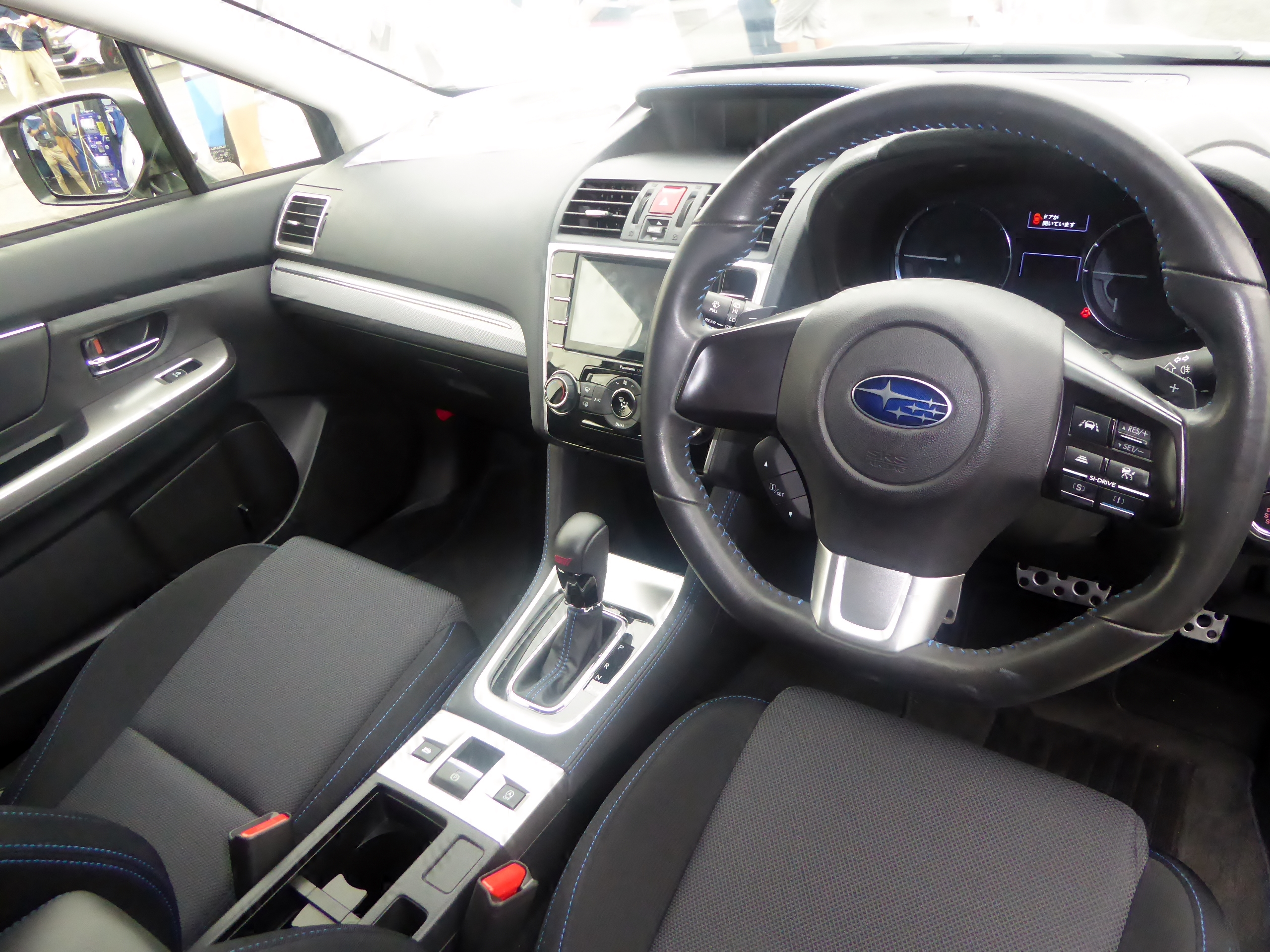
Innenraum mit Performance Package

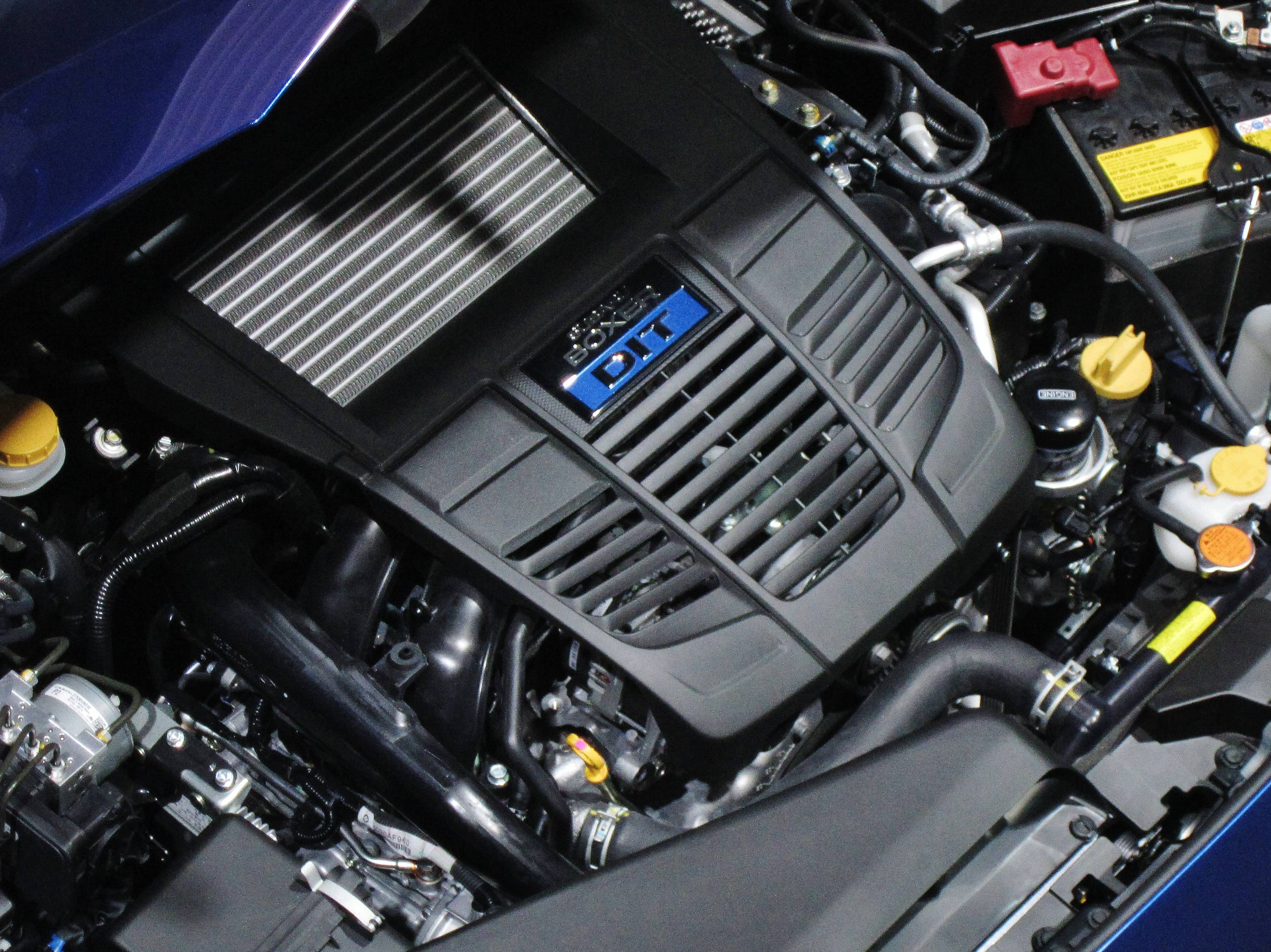
Motorraum

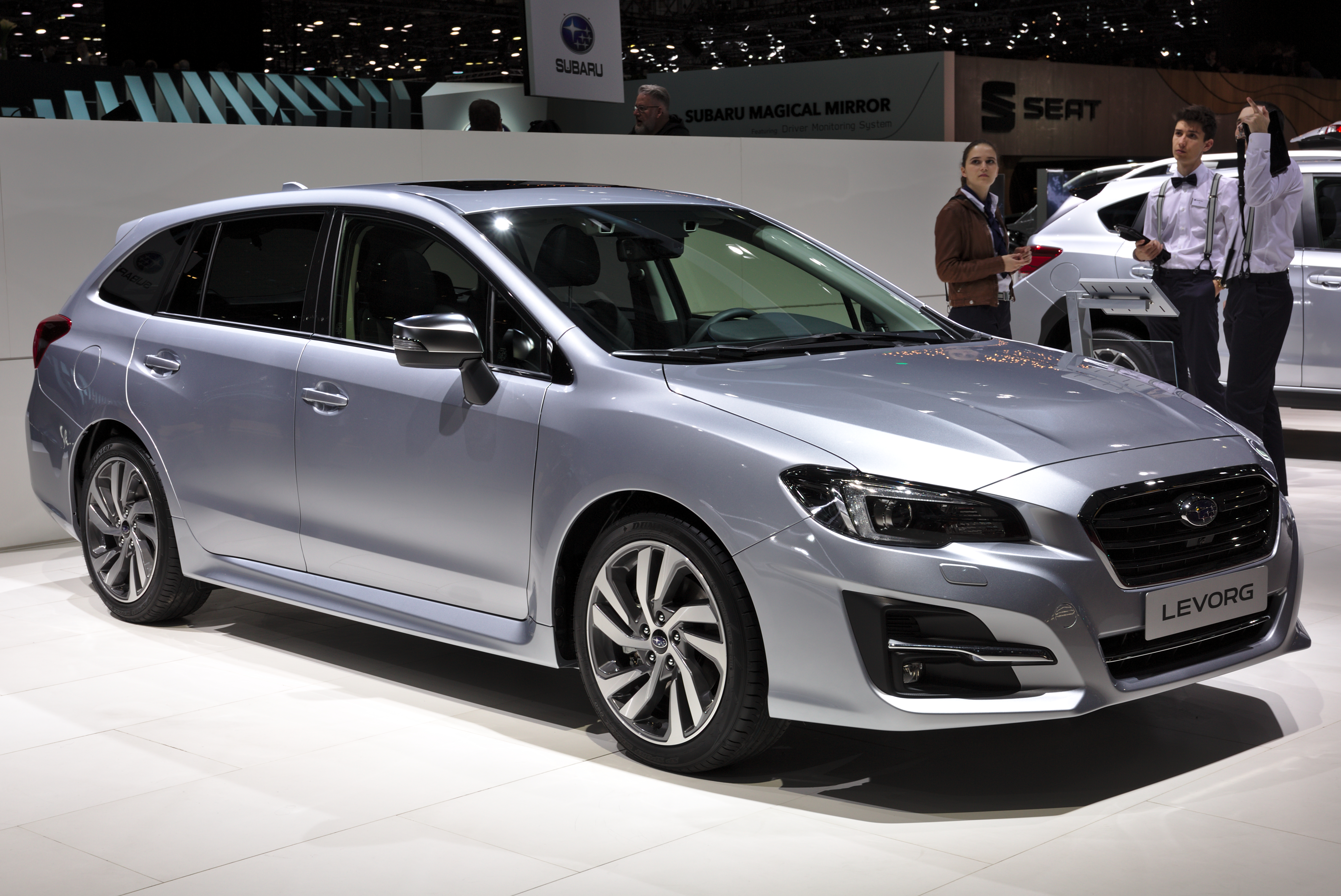
Subaru Levorg (2019–2021)

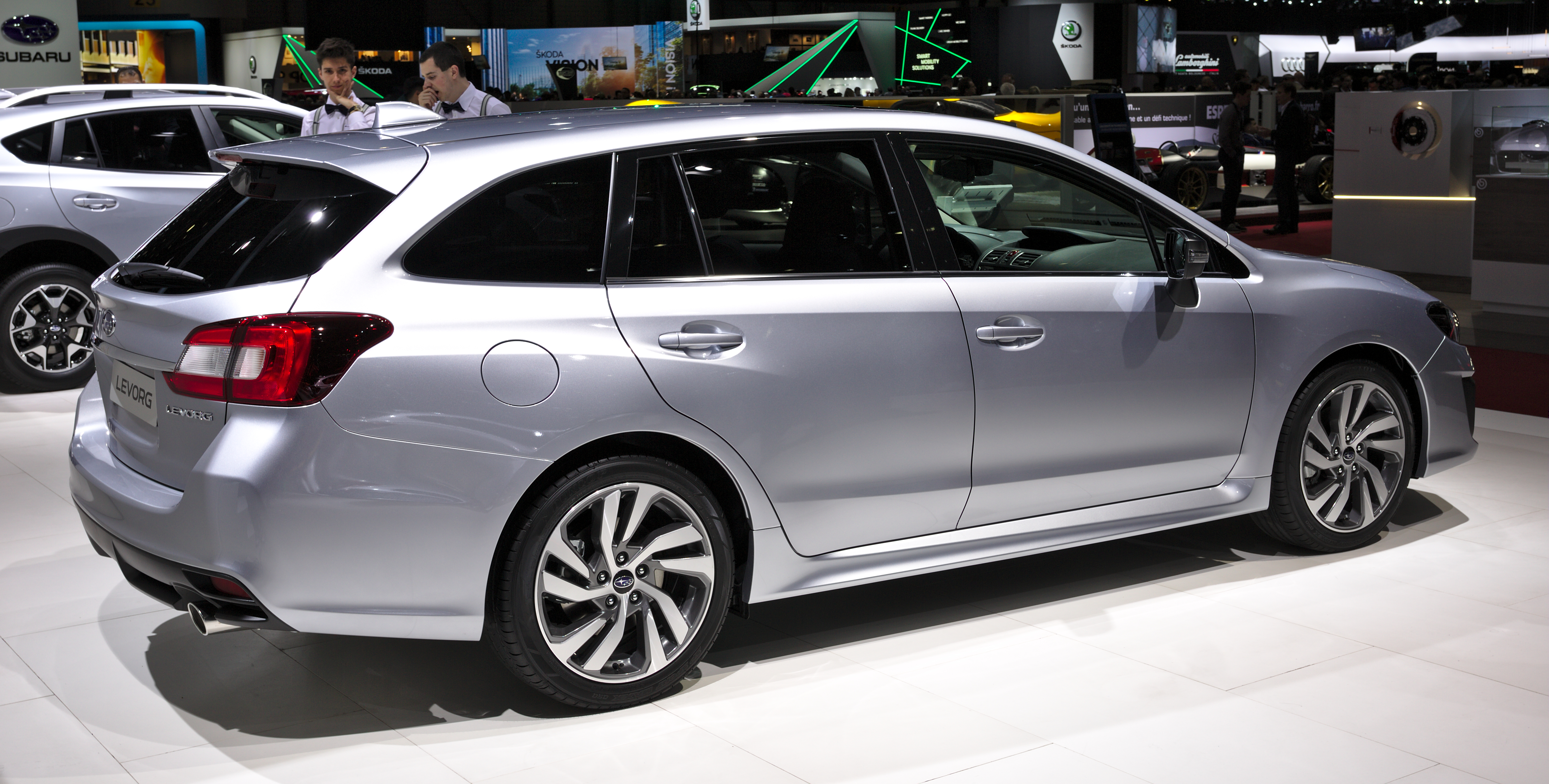
Heckansicht

In Deutschland wurde der Levorg der ersten Generation am 26. September 2015 eingeführt. Anfang 2021 wurde er ersatzlos vom Markt genommen.
Ein charakteristisches Merkmal des Levorg ist die Lufthutze auf der Motorhaube, die den Ladeluftkühler des Turbomotors mit Luft versorgt. Der serienmäßige Ottomotor von Subaru hat 1,6 l Hubraum und vier Zylinder in Boxeranordnung. Er leistet 125 kW (170 PS) und ist mit einem stufenlosen Getriebe gekoppelt. Die automatische Wahl der Übersetzung lässt sich abschalten, dann kann man über Schaltwippen am Lenkrad zwischen sechs Gängen wählen. Serienmäßig ist ein Start-Stopp-System integriert.
Die Vorderräder sind an MacPherson-Federbeinen und Querlenkern aufgehängt, hinten ist eine Mehrlenkerachse eingebaut.
Das Fahrzeug hat serienmäßig Antiblockiersystem, Allradantrieb, Berganfahrhilfe, Fahrdynamikregelung, Frontairbags, Seitenairbags, Kopfairbags und Knie-Airbags. Zudem gibt es serienmäßig Licht- und Regensensor, LED-Scheinwerfer, Klimaautomatik, Rückfahrkamera, Scheibenbremsen rundum, Leichtmetallräder, Radio mit Touchscreen, elektrische Fensterheber und eine Geschwindigkeitsregelanlage. Der Kofferraum fasst 522 bis 1446 Liter, der Tank 60 Liter Kraftstoff.
Ab dem Modelljahr 2017 wurde der Subaru Levorg in Deutschland serienmäßig mit dem Fahrerassistenzsystem Eyesight angeboten.
Zum Modelljahr 2018 hat der Levorg ein Facelift erhalten, unter anderem mit geändertem Frontgrill und neuen Scheinwerfern, die nun auch das Tagfahr- und das Fernlicht in LED-Technik sowie ein Kurvenlicht beinhalten. Im Innenraum wurde das Informationsdisplay überarbeitet. Dieses zeigt auch das Bild der neu eingeführten Frontkamera an. Zudem ist die Rücksitzbank nun in 40/20/40- statt 40/60-Teilen umklappbar. Das stufenlose Getriebe hat einen siebten virtuellen Gang erhalten.
Auf dem 89. Genfer Auto-Salon im März 2019 wurde eine überarbeitete Version des Levorg vorgestellt. Um künftig die Euro 6d-TEMP-Abgasnorm einzuhalten, wurde der aufgeladene Boxermotor durch einen 110 kW (150 PS) starken Zweiliter-Boxer-Saugmotor mit Saugrohreinspritzung ersetzt. Da der Ladeluftkühler nicht mehr vorhanden ist, entfällt die Lufthutze auf der Motorhaube.

### Technische Daten
| Kenngrößen                                  | 1.6 DIT (Europa und Australien)           | 2.0 DOHC-Motor (Europa)                     | 2.0 GT-S DIT (nur Japan)                  | 2.0 GT-S (Australien)                     |
| Bauzeitraum                                 | 2014–2021                                 | 2019–2021                                   | 2014–2020                                 | 2016–2021                                 |
| Motorkenndaten                              |                                           |                                             |                                           |                                           |
| Motortyp                                    | 4-Zylinder-Boxermotor, Direkteinspritzung | 4-Zylinder-Boxermotor, Saugrohreinspritzung | 4-Zylinder-Boxermotor, Direkteinspritzung | 4-Zylinder-Boxermotor, Direkteinspritzung |
| Motorkennbuchstaben                         | FB16                                      | FB20                                        | FA20F                                     | FA20F                                     |
| Bohrung x Hub (mm)                          | 78,8 × 82                                 | 84 × 90                                     | 86 × 86                                   | 86 × 86                                   |
| Verdichtungsverhältnis                      | 11,0:1                                    | 10,5:1                                      | 10,6:1                                    | 10,6:1                                    |
| Motoraufladung                              | Twin-Scroll-Turbolader                    | —                                           | Twin-Scroll-Turbolader                    | Twin-Scroll-Turbolader                    |
| Hubraum                                     | 1600 cm³                                  | 1995 cm³                                    | 1998 cm³                                  | 1998 cm³                                  |
| max. Leistung bei min−1                     | 125 kW (170 PS) bei 4800–5600             | 110 kW (150 PS) bei 6200                    | 221 kW (300 PS) bei 5600                  | 197 kW (268 PS) bei 5600                  |
| max. Drehmoment bei min−1                   | 250 Nm bei 1800–4800                      | 198 Nm bei 4200                             | 400 Nm bei 2000–4800                      | 350 Nm bei 2400–5200                      |
| Kraftübertragung                            |                                           |                                             |                                           |                                           |
| Antrieb, serienmäßig                        | Allradantrieb                             | Allradantrieb                               | Allradantrieb                             | Allradantrieb                             |
| Getriebe, serienmäßig                       | CVT-Lineartronic                          | CVT-Lineartronic                            | CVT-Lineartronic                          | CVT-Lineartronic                          |
| Messwerte                                   |                                           |                                             |                                           |                                           |
| Höchstgeschwindigkeit                       | 210 km/h                                  | 195 km/h                                    | 210 km/h                                  | k. A.                                     |
| Beschleunigung, 0–100 km/h                  | 8,9 s                                     | 11,7 s                                      | 5,5 s                                     | 6,4 s                                     |
| Kraftstoffverbrauch auf 100 km (kombiniert) | 6,9–7,1 l Super (AUS*: 7,4 l Super)       | 7,2–7,4 l Super                             | 8,3 l Super                               | 8,7 l Super                               |
| CO2-Emission (kombiniert)                   | 159–164 g/km (AUS*: 169 g/km)             | 165–169 g/km                                | unbekannt                                 | 201 g/km (ADR81/02)                       |
| Abgasnorm nach EU-Klassifikation            | Euro 6                                    | Euro 6d-TEMP EVAP                           | unbekannt                                 | unbekannt                                 |
| Tankinhalt                                  | 60 L                                      | 60 L                                        | 60 L                                      | 60 L                                      |
| Gewichte                                    |                                           |                                             |                                           |                                           |
| Leergewicht laut Hersteller (ohne Fahrer)   | 1556–1596 kg                              | 1544–1564 kg                                | 1560 kg                                   | 1582 kg                                   |
| zul. Gesamtgewicht                          | 2040 kg                                   | 2040 kg                                     | unbekannt                                 | unbekannt                                 |
| Zuladung                                    | 444–484 kg                                | 476–496 kg                                  | unbekannt                                 | unbekannt                                 |
| Anhängelast ungebr. / bis 12 % Steigung     | 750 kg / 1500 kg                          | 750 kg / 1500 kg                            | unbekannt                                 | 750 / 1500 kg                             |

AUS* = Australien

### Zulassungszahlen
Seit dem Marktstart bis einschließlich Dezember 2021 sind in der Bundesrepublik Deutschland insgesamt (d. h. auch bis zum Produktionsende) 2465 Subaru Levorg neu zugelassen worden. Mit 638 Einheiten war 2016 das erfolgreichste Verkaufsjahr.
|  |

|  |

|  |

|  |

|  |

|  |

|  |

|  |

|  |

|  |

|  |

|  |

|  |

|  |

|  |

|  |

|  |

|  |

|  |

|  |

|  |

|  |

|  |

|  |

|  |

|  |

|  |

|  |

|  |

|  |

|  |

|  |

|  |

|  |

|  |

|  |

|  |

|  |

|  |

|  |

|  |

|  |

|  |

|  |

|  |

|  |

|  |

|  |

|  |

|  |

|  |

|  |

|  |

|  |

|  |

|  |

|  |

|  |

|  |

|  |

|  |

|  |

|  |

|  |

|  |

|  |

|  |

|  |

|  |

|  |

|  |

|  |

|  |

|  |

|  |

|  |

|  |

|  |

|  |

|  |

|  |

|  |

|  |

|  |

|  |

|  |

|  |

|  |

|  |

|  |

|  |

|  |

|  |

|  |

|  |

|  |

|  |

|  |

|  |

|  |

|  |

|  |

|  |

|  |

|  |

|  |

|  |

|  |

|  |

|  |

|  |

|  |

|  | Benziner (2.465) |

|  | Benziner (2.465) |

## 2. Generation (seit 2020)

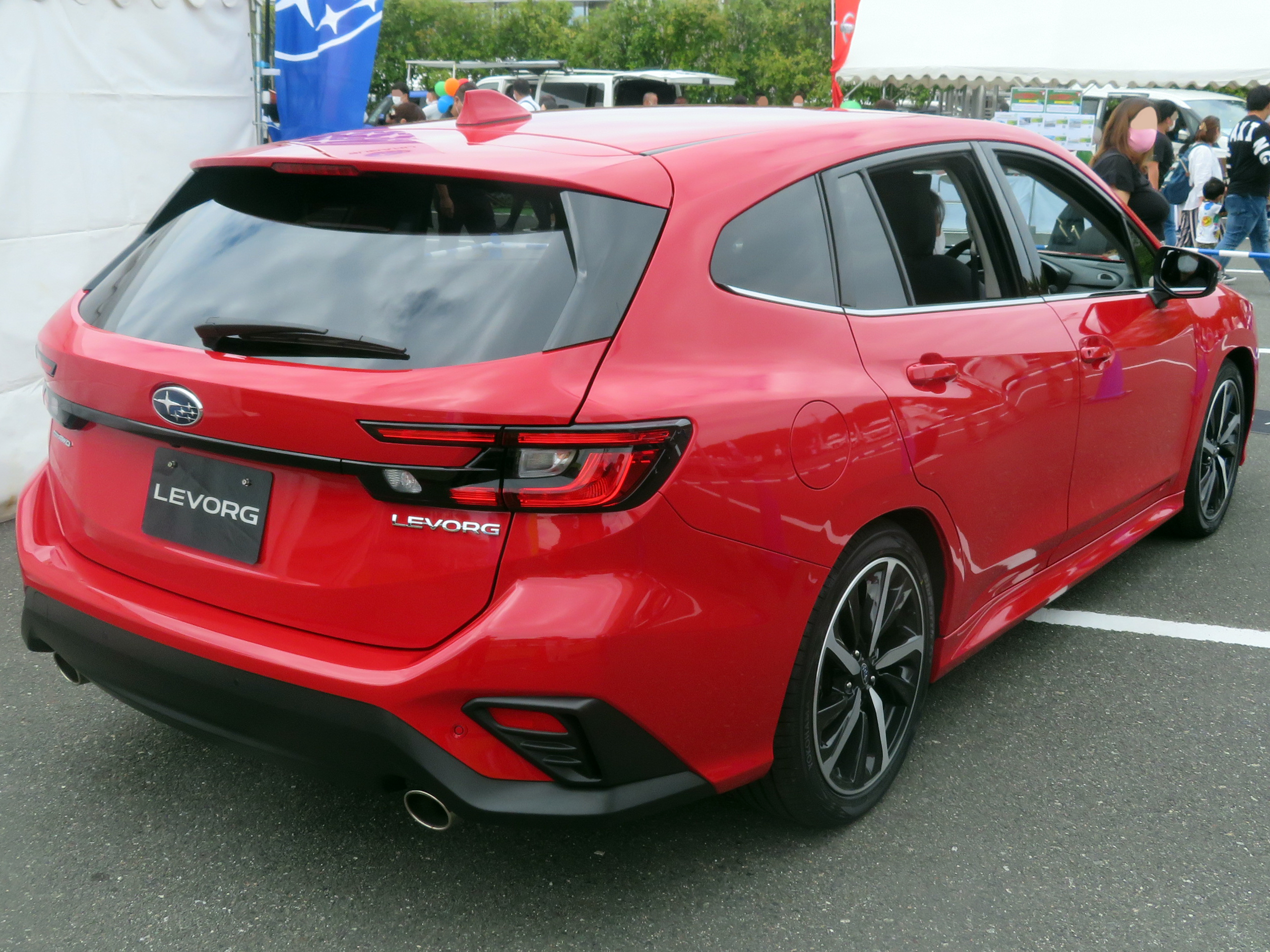
Heckansicht

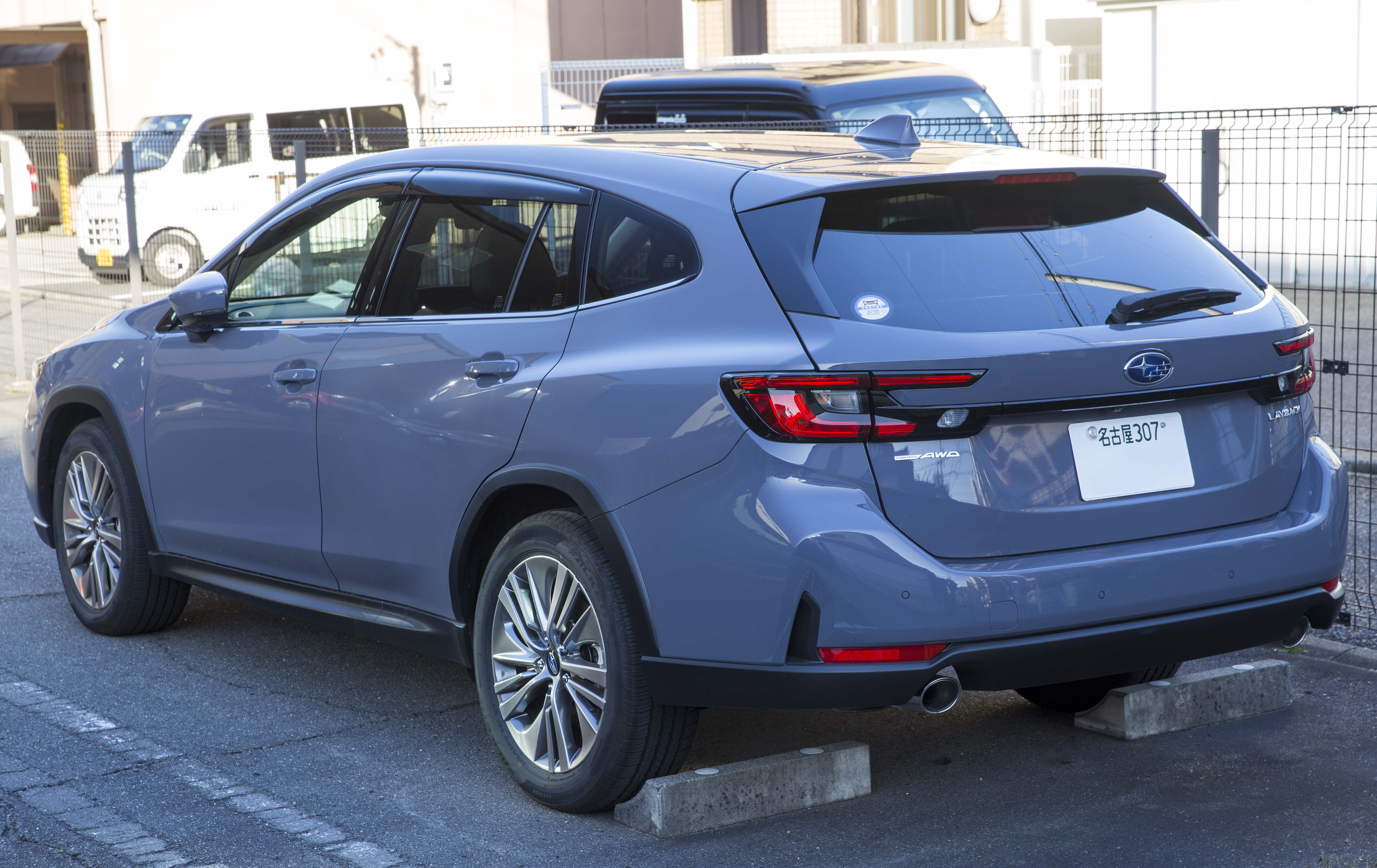
Subaru Levorg Layback

Im Oktober 2019 präsentierte Subaru mit dem Levorg Prototype auf der Tokyo Motor Show die zweite Generation des Modells. Das Serienmodell debütierte im August 2020 auf dem japanischen Markt. Im Oktober 2021 wurde eine sportliche WRX-Variante angekündigt, die zunächst in Japan auf den Markt kam. In Australien wird er als WRX Sportwagon und in Neuseeland wird er als WRX GT verkauft. Mit dem Layback debütierte im September 2023 außerdem eine Schlechtwege-Variante der Baureihe.
Da erneut ein 1,8-Liter-Boxermotor mit Turbolader zum Einsatz kam, hat der Levorg erneut die markentypische Lufthutze auf der Motorhaube. Durch die längere Karosserie und den ebenfalls um zwei Zentimeter gewachsenen Radstand wurden ein größeres Platzangebot sowohl im Innen- als auch im Kofferraum erreicht. Neu sind schärfer gezeichnete Linien außen sowie die beiden Displays mit 11,6 Zoll (Infotainment) und 12,3 Zoll (digitales Cockpit).

### Technische Daten
| Kenngrößen                                  | 1.8                               | 2.4                          |
| Bauzeitraum                                 | seit 08/2020                      | seit 11/2021                 |
| Motorkenndaten                              |                                   |                              |
| Motortyp                                    | 4-Zylinder-Boxer-Ottomotor        | 4-Zylinder-Boxer-Ottomotor   |
| Motoraufladung                              | Turbolader                        | Turbolader                   |
| Hubraum                                     | 1795 cm³                          | 2387 cm³                     |
| max. Leistung                               | 130 kW (177 PS) bei 5200–5600/min | 202 kW (275 PS) bei 5600/min |
| max. Drehmoment                             | 300 Nm bei 1600–3600/min          | 375 Nm bei 2000–4800/min     |
| Kraftübertragung                            |                                   |                              |
| Antrieb, serienmäßig                        | Allradantrieb                     | Allradantrieb                |
| Getriebe, serienmäßig                       | Lineartronic                      | Lineartronic                 |
| Messwerte                                   |                                   |                              |
| Höchstgeschwindigkeit                       | k. A.                             | 215 km/h                     |
| Beschleunigung, 0–100 km/h                  | k. A.                             | 6,1 s                        |
| Kraftstoffverbrauch auf 100 km (kombiniert) | 7,3–7,4 l Super                   | 9,1 l Super                  |
| CO2-Emission (kombiniert)                   | k. A.                             | k. A.                        |
| Abgasnorm nach EU-Klassifikation            | k. A.                             | k. A.                        |
| Tankinhalt                                  | 63 l                              | 63 l                         |